# Binární sčítačka
Binární sčítačka (nebo jen sčítačka) je kombinační logický obvod, který realizuje sčítání čísel reprezentovaných ve dvojkové soustavě. Je základní součástí aritmeticko-logických jednotek (ALU), ale také v dalších jednotkách, například pro práci s pamětí (MMU aj.), procesorů (CPU, GPU, DSP, ...) počítačů.
V případě použití dvojkového doplňku záporných čísel může být sčítačka velmi snadno rozšířena na sčítačku-odčítačku.

## Jednobitové sčítačky

### Poloviční sčítačka

Poloviční sčítačka z hradel XOR a AND

Poloviční sčítačka nebo polosčítačka (anglicky Half adder) realizuje sčítání dvou jednobitových čísel. Vstup jsou dva jednobitové sčítance (A, B). Výstupem je jednobitový součet (S) a jednobitový příznak přenosu do vyššího řádu (C, nebo též anglicky jako Carry flag).
Poloviční sčítačka dále přenáší příznak přenosu do vyššího řádu, sama však nedokáže zpracovat přenos z nižšího řádu. Nestačí proto k realizaci vícebitového sčítání.
Pravdivostní tabulka poloviční sčítačky:
| vstup | vstup | výstup | výstup |
| A     | B     | C      | S      |
| ----- | ----- | ------ | ------ |
| 0     | 0     | 0      | 0      |
| 0     | 1     | 0      | 1      |
| 1     | 0     | 0      | 1      |
| 1     | 1     | 1      | 0      |

### Úplná sčítačka

Úplná sčítačka, složená ze dvou sčítaček a hradla OR (blokové schéma)

Úplná sčítačka z hradel (2x XOR, 2x AND, 1x OR). Dvě poloviční sčítačky jsou ve schématu označeny červeně a modře.

Schematické uspořádání značky jednobitové úplné sčítačky

Úplná sčítačka (anglicky Full adder) realizuje sčítání dvou jednobitových čísel s přihlédnutím k přenosu z předchozího řádu. Vstupem jsou tři jednobitové sčítance: A, B, Ci (Ci z anglického Carry-in). Výstupem je jednobitový součet (S) a jednobitový příznak přenosu do vyššího řádu (Co z anglického Carry-out).
Úplnou sčítačku je možné složit ze dvou polovičních sčítaček a hradla OR (viz obrázek). Hradlo OR je navíc možné bez vlivu na funkčnost nahradit pomocí hradla XOR, protože kombinace vstupů (1, 1), v němž by se jejich výstupy lišily, nemůže v případě sčítání nastat (buď nastane přenos pouze v první poloviční sčítačce, nebo pouze v druhé). Takže k vytvoření úplné sčítačky stačí mít 2 typy hradel, což může být praktické pro realizaci.
Úplné sčítačky se spolu mohou vedle sebe řetězit (výstup Co jedné sčítačky propojit se vstupem Ci další) a provádět tak sčítání vícebitových čísel (viz níže).
Booleovský zápis:
Pravdivostní tabulka úplné sčítačky:
| vstup | vstup | vstup | výstup | výstup |
| Ci    | B     | A     | Co     | S      |
| ----- | ----- | ----- | ------ | ------ |
| 0     | 0     | 0     | 0      | 0      |
| 0     | 0     | 1     | 0      | 1      |
| 0     | 1     | 0     | 0      | 1      |
| 0     | 1     | 1     | 1      | 0      |
| 1     | 0     | 0     | 0      | 1      |
| 1     | 0     | 1     | 1      | 0      |
| 1     | 1     | 0     | 1      | 0      |
| 1     | 1     | 1     | 1      | 1      |

## Vícebitové sčítačky

### Čtyřbitová sčítačka s přenosem

4bitová sčítačka s přenosem. Období řešení obvodu je 2 * 4 = 8 pod-hradlových zpoždění.

N-bitová sčítačka s přenosem jednoduše (odkazuje na Ripple carry adder, zkr. RCA) vzniká pouhým zřetězením n 1bitových sčítaček s přenosem, propojením výstupu Co sčítačky n-tý bit vstupu Ci sčítačky (n+1)-tého bitu (viz obrázek). Vstupem výsledné n-bitové sčítačky jsou pak dvě n-bitová čísla (+ případný přenos z předcházejícího bitu (nižšího řádu)), výstupem je jejich součet, široký n+1 bitů (n bitů + přenos). Název je odvozen z principu – příznak přenosu se propaguje (šíří) z jednoho bitu do druhého.
Sčítačka s podporou přenosu je jednoduchá na návrh a provedení a teoreticky je rozšiřitelná na libovolný počet bitů. Má však zásadní nevýhodu: s rostoucí šířkou (a tedy počtem zřetězených sčítaček s přenosem) přímo úměrně zvyšuje celkové zpoždění (doba ustálení) výsledného obvodu. Signál přenosu prochází v každé z sčítaček dvěma hradly, takže např. u 32bitové sčítačky se objeví správné hodnoty na výstupu se zpožděním až 64 pod-hradlových zpoždění, což může výrazně omezit propustnost (maximální možný počet sčítání za jednotku času) sekvenčního zařízení využívajícího tento typ sčítačky. Toto omezení vedlo ke snaze navrhnout n-bitovou sčítačku s menším zpožděním.

### Sčítačka s předpovědí přenosu

4bitová sčítačka s predikcí přenosu

Sčítačka s predikcí přenosu jednoduše odkazuje na Carry Lookahead Adder, zkr. CLA) je n-bitová binární sčítačka schopná vypočítat součet za kratší dobu (v jednotkách hradlového zpoždění) než sčítačka s podporou přenosu (RCA). V RCA musí každá dílčí 1bitová sčítačka "čekat" na správný příznak přenosu bitu ze sčítačky nižšího řádu). Při CLA je (v podstatě) veškerý provoz mezi řády vypočítán ve stejné době – kombinačním obvodem jménem jednotka predikce přenosu (v Lookahead Carry Unit, zkr. LCU).
Výhody:
- výpočet součtu se zpožděním teoreticky nezávislým na šířce vstupních – O({\displaystyle 1}), zatímco sčítačka s podporou přenosu má zpoždění přímo úměrná šířce vstupu – O({\displaystyle n})

Nevýhody:
- vyšší nároky na celkový počet hradel – O({\displaystyle n^{2}}) a celkový počet tranzistorů O({\displaystyle n^{3}}(vzhledem k potřebě hradel s počtem vstupů úměrných šířce sčítačky ve srovnání se sčítačkou s přenosem (O({\displaystyle n}) hradel)
- od určitého počtu bitů přestává být prakticky realizovatelná (kvůli počtu hradel a výrobním omezením počtu vstupů na jedno hradlo). Široké sčítačky je proto třeba realizovat na více úrovních – kombinováním sčítaček na principu predikce přenosu (na nižší úrovni) a s podporou přenosu (na vyšší úrovni), nebo případně pomocí principu predikce přenosu na dvou (nebo více) úrovních.